# Kateřina Elhotová
Kateřina Elhotová , née le 14 octobre 1989 à Prague, en Tchécoslovaquie, est une joueuse tchèque de basket-ball. Elle évolue au poste d'arrière.

## Biographie
Lors de la saison 2013-2014, Prague remporte le championnat et les play-offs en finissant la saison invaincu (41 victoires) et remporte de surcroît la Coupe de République tchèque.
Lors de la saison 2014-2015, USK Prague remporte l'Euroligue 72 à 68 face à l'UMMC Iekaterinbourg.
En février, le Lynx du Minnesota annonce sa signature pour la saison WNBA 2016. Elle aurait pu y retrouver Lindsay Whalen et Rebekkah Brunson avec lesquelles elle a joué à Prague respectivement cinq et une saisons, mais enceinte, elle fait l'impasse sur la saison WNBA 2016.

## Palmarès
- Finaliste du championnat du monde 2010
- Championne de République tchèque 2009, 2011, 2012, 2013[6], 2014[2]
- Coupe de la République tchèque 2014[2]
- Vainqueur de l'Euroligue 2015[3]